# Friedrich Wilhelm Quintscher
Friedrich Wilhelm Quintscher, né le 3 octobre 1883 à Nossen et décédé le 8 mai 1945 à Seichau an der Jauer; ayant publié sous les noms de plume Rah-Omir, Ram Ophias, Chakum Kabbali, Fredo von der Welt est un occultiste et essayiste allemand, proche du mouvement adoniste (de).

## Biographie
Il est l'ami de l'occultiste tchèque Franz Bardon.

## Publications
- Notices d'autorité :   - VIAF
  - ISNI
  - GND
  - Tchéquie
- Erdbruderschaft. Nachrichtenblatt zur Pflege natürlich-mystischer Weltanschauung. Dresden, 1932-1932 (Zeitschrift, 4 Ausgaben).
- (Pseud. Ram Ophias:) Das Buch der magischen Praktik (Denu Nimvasa; Goldene Magie) Dresden 1932. (Magische Bücherei, Bd. 1)
- (Pseud. Rah Omir:) Denu Val Gumas, das ist Magie des Willens oder Das sogenannte Geheimbuch der Bauherren. Uranus, Memmingen 1928. Rainer Wunderlich, Leipzig.
- (Pseud. Fredo von der Welt:) Jünger des Meisters. Der Weg zur königlichen Kunst. Schliessfach, Trier 1922.
- (Pseud. Fredo von der Welt:) Die afrikanische Bauherren-Loge. Die mystische Geschichte eines Wahrheitssuchers. Schliessfach, Trier 1922.
- (Pseud. Rah Omir:) Denurische Schriften. Uranus, Memmingen o.J.
- (Pseud. Rah Omir:) Adonismus - Das Urwissen der Menschheit, Band 3, Die Bibel des Adonis & Das Buch der Formeln. Schleierwelten-Verlag 2004.
- (Pseud. Rah Omir:) Adonismus - Das Urwissen der Menschheit, Band 4, Magismus, die Ägyptischen Offenbarungen & Buch Gayulchayur. Schleierwelten-Verlag 2005.
- (Pseud. Rah Omir:) Die Essenz der Magie - Einweihungsschrift und Arbeitsbuch, Lama Wulang. Schleierwelten-Verlag 2007.
- (Pseud. Ram Ophias:) Magischer Schriftwechsel des Ophias. Schleierwelten-Verlag 2007.
- (Pseud. Rah Omir:) Adonistische Astromagie - Astromagisches Lehrbuch. Schleierwelten-Verlag 2006.
- (Pseud. Rah Omir:) Sonnen-, Mond- und Erdmagie. Schleierwelten-Verlag 2006.